# René Floriot
René Floriot (Paris, 20 de outubro de 1902 — Neuilly-sur-Seine, 22 de dezembro de 1975) foi um advogado francês, e, segundo Antônio Evaristo de Moraes Filho, um "dos mais famosos maîtres de França" na segunda metade do século XX.
Ele defendeu, entre outros, Magda Fontanges, Otto Abetz, Marcel Petiot, Pierre Jaccoud, Gustave Mentré, os policiais Souchon e Voitot num caso que envolveu Ben Barka, Moise Tshombe (e Georges Pompidou).[carece de fontes?]

## Citação
O homem mais honesto, o mais respeitado, pode ser vítima da Justiça. Você é bom pai, bom marido, bom cidadão e anda de cabeça erguida. Você pensa que jamais terá de prestar contas aos magistrados de seu país. Que nenhuma fatalidade poderá fazê-lo passar por desonesto ou criminoso. Entretanto, esta fatalidade existe e tem um nome: o erro judiciário. [Nada é mais falso do que pensar que o erro judiciário só atinge pessoas de má estrela, pois ele desaba igualmente sobre os afortunados e sobre os humildes]. (Abertura da monografia Erros judiciários)